# Георг Краус
Георг Краус (нім. Georg Kraus, 30 липня 1965, Фрідріхсгафен, Баден-Вюртемберг, Німеччина) — німецький автор, професор та консультант, що спеціалізується на управлінні змінами та управлінні проектами. Краус є автором численних публікацій на тему управління змінами, лідерства та управління проектами. В даний час є професором навичок міжособистісного спілкування (англ. Interpersonal Skills) в університеті Карлсруе.

## Біографія
Після закінчення середньої школи в Страсбурзі, Краус поступив в технічний університет Карлсруе на спеціальність Інженерний менеджмент. Згодом закінчив докторантуру в Інституті соціально-трудових досліджень Університету Карлсруе на предмет задоволеності роботою. З 1987 року він працював у сфері менеджменту та як організаційний консультант і головний виконавчий директор у Dr. Kraus und Partner. На додаток до своєї консультаційної роботи він також проводив лекції в декількох університетах. Із 2015 є професором в технічному університеті Карлсруе.
Із 1991 року Георг живе в Брухзалі. Він одружений і має сина.